# Run with U (pjesma)
Run with U je pjesma azerbajdžanskog rock-sastava Mamagama. Pjesma je objavljena 19. veljače 2025., a napisali su je Hasan Heydar, Roman Zee i Safael Mishiyev. Predstavljati će Azerbajdžan na Pjesmi Eurovizije 2025. godine.

## Natjecanje za pjesmu Eurovizije 2025

### Interna selekcija
Azerbejdžanski emiter za Pjesmu Eurovizije, İctimai Televiziya (İTV), službeno je objavio svoje namjere sudjelovanja na Pjesmi Eurovizije 2025. 3. kolovoza 2024. Dana 4. kolovoza 2024., İTV je objavio da će izvođač i pjesma koji će predstavljati Azerbajdžan na Pjesmi Eurovizije 2025. biti odabrani interno. Njihova objava poziva zainteresirane glazbenike i tekstopisce da dostave svoje prijave do 15. rujna 2024. Glazbenici mogu biti bilo koje nacionalnosti. İTV je 4. veljače 2025. objavio da će band Mamagama predstavljati Azerbajdžan. Odabir Mamagame za azerbajdžanskog predstavnika na Pjesmi Eurovizije temeljio se na odluci žirija koji se sastoji od domaćih i međunarodnih stručnjaka iz glazbene industrije. Natjecateljska pjesma grupe Mamagama, Run with U, je objavljena 19. veljače 2025.